# Pinehurst (Georgia)
Pinehurst – miasto w Stanach Zjednoczonych, w stanie Georgia, w hrabstwie Dooly.